# 1992年度香港小姐競選
《1992年度香港小姐競選》（英語：Miss Hong Kong Pageant 1992）是香港電視廣播有限公司（無綫電視）舉辦的選美活動，於1992年舉行，由黎明、郭富城、張學友、劉德華擔任決賽的表演嘉賓並同台演出，決賽當晚錄得百分之一百的收視率，結果由盧淑儀獲得冠軍；劉殷伶獲得亞軍；張雪玲獲得季軍。

## 簡介
《1992年度香港小姐競選》以「發放廿載光華，燃點選美文化」為競選主題，準決賽於1992年5月24日在清水灣電視城舉行；決賽於1992年6月7日在香港體育館舉行，由陳欣健、鄭丹瑞、曾志偉擔任司儀，大會評判包括霍震寰夫人、何守信、夏佳理、梁定邦、張玉麟夫人，而劉嘉玲、孫泳恩、孫大倫、李修賢則擔任最上鏡小姐評判，同時亦有名媛顧問團，顧問團成員包括廖本懷夫人、趙曾學韞、寶詠琴、吳瑞材夫人，大會安排入圍佳麗到倫敦、尼斯、康城、蒙地卡羅拍攝外景，並到北京進行親善訪問。無綫電視邀請了外界視為「四大天王」的4名男歌手——黎明、郭富城、張學友、劉德華擔任決賽的表演嘉賓，4人除了同台表演外，亦輪流與1991年度香港小姐競選冠軍郭藹明一同演出，演出舞台以古埃及聖地為設計概念，以獅身人面像作為舞台佈景，營造神秘美感。

## 入圍佳麗
以下是《1992年度香港小姐競選》的20名入圍佳麗的編號、姓名以及所獲得的獎項：
| 參賽編號 | 參選時姓名 | 獎項                         | 參考／備註 |
| -------- | ---------- | ---------------------------- | ---------- |
| 1        | 張玉華     | 5強                          |            |
| 2        | 梁頌恩     |                              |            |
| 3        | 趙麗筠     |                              |            |
| 4        | 楊麗霞     |                              |            |
| 5        | 陳嬌婷     |                              |            |
| 6        | 馬嘉慧     |                              |            |
| 7        | 梁思敏     | 5強                          |            |
| 8        | 劉殷伶     | 亞軍、國際親善小姐           | 現任職律師 |
| 9        | 朱虹       |                              |            |
| 10       | 鍾淑嫻     |                              |            |
| 11       | 盧淑儀     | 冠軍、最上鏡小姐、最佳合作獎 |            |
| 12       | 李思林     | 最佳合作獎                   |            |
| 13       | 雷施敏     | 最佳合作獎                   |            |
| 14       | 李秋林     | 最佳合作獎、最受佳麗歡迎獎   |            |
| 15       | 郭少芸     | 最佳合作獎                   |            |
| 16       | 張蘭英     |                              |            |
| 17       | 黃思敏     |                              |            |
| 18       | 張雪玲     | 季軍                         |            |
| 19       | 黃美維     |                              |            |
| 20       | 蕭玉燕     |                              |            |

## 反響
《1992年度香港小姐競選》決賽錄得100%收視率，當時香港樂壇形成了「四大天王」的流行文化的現象，被視為「四大天王」的黎明、郭富城、張學友、劉德華於決賽同台演出，成為各界的焦點，在多年後仍被視為經典。